# Diócesis de São Miguel Paulista
La diócesis de São Miguel Paulista (en latín: Dioecesis Sancti Michaëlis Paulinen(sis) y en portugués: Diocese de São Miguel Paulista) es una circunscripción eclesiástica latina de la Iglesia católica en Brasil, sufragánea de la arquidiócesis de San Pablo. La diócesis tiene al obispo Manuel Parrado Carral como su ordinario desde el 9 de enero de 2008. 

## Territorio y organización

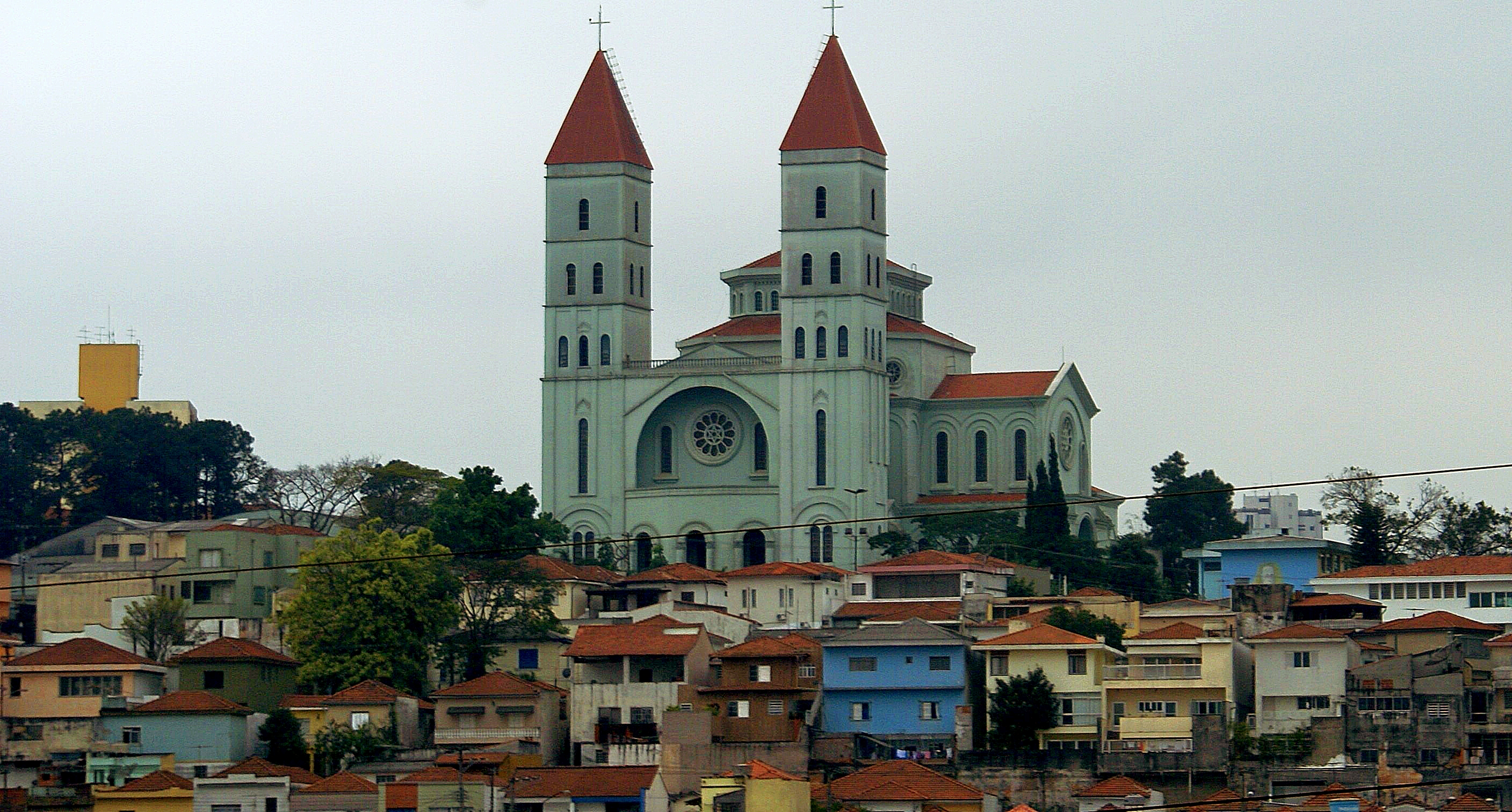
Basílica menor de Nuestra Señora de la Peña de Francia

La diócesis tiene 196 km² y extiende su jurisdicción sobre los fieles católicos de rito latino residentes en la parte oriental del municipio de São Paulo en el estado de São Paulo.
La sede de la diócesis se encuentra en la ciudad de São Paulo, en el distrito de São Miguel Paulista, en donde se halla la Catedral de San Miguel Arcángel y la basílica menor de Nuestra Señora de la Peña de Francia.
En 2020 en la diócesis existían 104 parroquias agrupadas en 3 regiones pastorales: São Miguel, Penha e Itaquera-Guaianazes, a su vez divididas en 14 sectores: A. E. Carvalho, Cidade Tiradentes, Itaquera, Guaianases, Artur Alvim, Cangaíba, Cidade Líder, Vila Esperança, Ermelino Matarazzo, Itaim Paulista, Jardim Helena, Silva Telles, Ponte Rasa y São Miguel.

## Historia
La diócesis fue erigida el 15 de marzo de 1989 con la bula Constat Metropolitanam del papa Juan Pablo II, obteniendo el territorio de la arquidiócesis de San Pablo. La nueva diócesis incluía una de las regiones episcopales en las que se dividía la arquidiócesis de San Pablo.
La catedral primitiva fue la basílica de Nuestra Señora de la Peña de Francia, pero el 28 de agosto de 1989, a petición del obispo Fernando Legal, la catedral fue trasladada a la iglesia de San Miguel Arcángel en virtud del decreto Per Apostolicas de la Congregación para los Obispos.

## Estadísticas
De acuerdo al Anuario Pontificio 2021, la diócesis tenía a fines de 2020 un total de 2 535 000 fieles bautizados.
| Año                                                                             | Población            | Población | Población      | Sacerdotes | Sacerdotes    | Sacerdotes    | Bautizados por sacerdote | Diáconos permanentes | Religiosos | Religiosos | Parroquias |
| Año                                                                             | Bautizados católicos | Total     | % de católicos | Total      | Clero secular | Clero regular | Bautizados por sacerdote | Diáconos permanentes | Varones    | Mujeres    | Parroquias |
| ------------------------------------------------------------------------------- | -------------------- | --------- | -------------- | ---------- | ------------- | ------------- | ------------------------ | -------------------- | ---------- | ---------- | ---------- |
| 1990                                                                            | 2 209 800            | 2 594 000 | 85.2           | 83         | 44            | 39            | 26 624                   |                      | 47         | 264        | 53         |
| 1999                                                                            | 2 559 000            | 2 883 000 | 88.8           | 97         | 64            | 33            | 26 381                   | 1                    | 56         | 241        | 70         |
| 2000                                                                            | 2 565 000            | 2 891 000 | 88.7           | 99         | 67            | 32            | 25 909                   |                      | 58         | 236        | 72         |
| 2001                                                                            | 2 572 000            | 2 899 000 | 88.7           | 106        | 74            | 32            | 24 264                   |                      | 57         | 213        | 73         |
| 2002                                                                            | 2 598 000            | 2 928 000 | 88.7           | 109        | 76            | 33            | 23 834                   |                      | 62         | 189        | 79         |
| 2003                                                                            | 2 198 284            | 2 648 534 | 83.0           | 113        | 78            | 35            | 19 453                   |                      | 64         | 181        | 80         |
| 2004                                                                            | 2 198 284            | 2 648 534 | 83.0           | 118        | 87            | 31            | 18 629                   |                      | 59         | 182        | 80         |
| 2010                                                                            | 2 300 000            | 2 875 000 | 80.0           | 141        | 110           | 31            | 16 312                   | 4                    | 61         | 214        | 99         |
| 2014                                                                            | 2 414 000            | 2 995 000 | 80.6           | 137        | 111           | 26            | 17 620                   | 4                    | 67         | 207        | 101        |
| 2017                                                                            | 2 477 000            | 3 072 300 | 80.6           | 142        | 115           | 27            | 17 443                   | 7                    | 55         | 196        | 102        |
| 2020                                                                            | 2 535 000            | 3 144 700 | 80.6           | 141        | 119           | 22            | 17 978                   | 7                    | 34         | 129        | 104        |
| Fuente: Catholic-Hierarchy, que a su vez toma los datos del Anuario Pontificio. |                      |           |                |            |               |               |                          |                      |            |            |            |

## Episcopologio
- Fernando Legal, S.D.B. † (15 de marzo de 1989-9 de enero de 2008; retirado)
- Manuel Parrado Carral, desde el 9 de enero de 2008